# آيزيبوتي
آيزبوته (بالإنجليزية: Aizpute)‏ هي منطقة سكنية تقع في لاتفيا في لاتفيا. يقدر عدد سكانها بـ 5,104 نسمة ومساحتها 6.9 كم2 .

## المدن التوأمة
- مدينة شفيتزنباخ في سويسرا.

## أعلام
- أنتون زابولوتني